# سوبارو إمبريزا

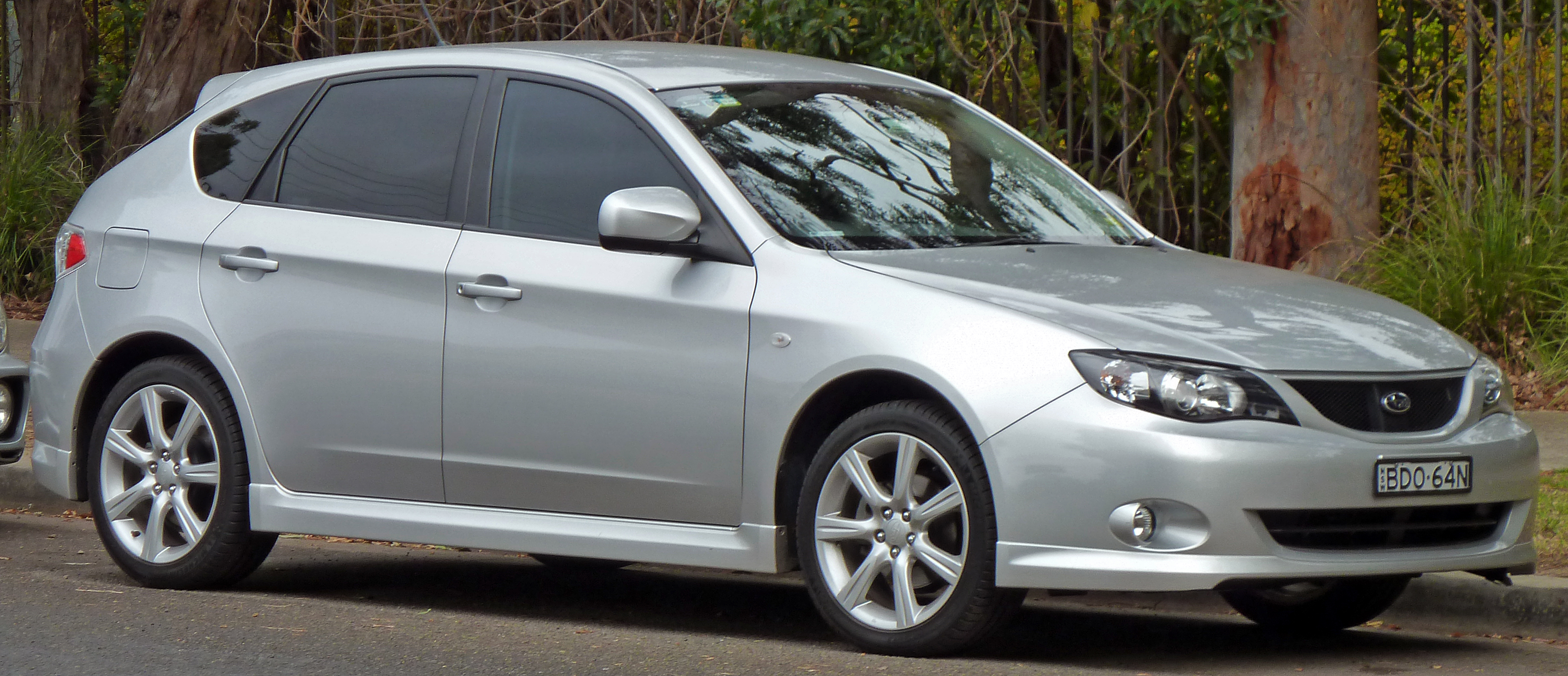
سوبارو امبريزا

تمتع سوبارو امبريزا بمقدم وبمؤخر جديدين، وهي ذات طابع رياضي لا فت، وتتميز مقصورة الركاب بمقاعدها الرياضية التي تثبت أقدام الركاب، وتحول دون تمايلها على المنعطفات، وبلوحة قيادة ذات عدادات دائرية رياضية الشكل والتوزيع، تتراوح سعة مجموعة المحركات المتوفرة تبعا للأسواق والتي تتكون من 4 أسطوانات، بين 1597 سم3 و1994 سم3.
وتتصل هذه المحركات اختياريا، إما بعلبة تروس يدوية من 5 نسب، أو بعلبة تروس أوتوماتيكية من 4 نسب، ومن ضمن التجهيزات القياسية، نظام "ايه.بي.إس"، وسائد هوائية أمامية وجانبية، نوافذ ومرايا، تكييف الهواء أساسي، نوافذ كهربائية، قفل مركزي كهربائي، مرايا كهربائية، فتح الشنطة عن بعد، التحكم في القيادة ـ كروز كونترول، سنادة يد للكراسي الخلفية، سنادة يد للكراسي الأمامية، سنادة رأس للكراسي الأمامية، سنادة رأس للكراسي الخلفية، جنوط ألمنيوم، زجاج ملون .
وتعتبر سوبارو امبريزا إحدى سيارات السباق الرياضية التي لا يمكن مجاراتها سرعة وأداء من بين منافساتها، لذلك تعتبر المفضلة لدى أكثر نجوم سباق الراليات من أي سيارات أخرى.

## سوبارو امبريزا دبليو ار اكس سبيك سي - 2010
- من خلال التدفّق الستمر للمعلومات بالغة التفصيل التي يوردها عدد من سائقي السباقات المحترفين، وبعد تحليل عدد كبير جداً من الملاحظات التي يسجّلها زبائن عام 2009، استطاع فريق المهندسين أن يصنعوا لائحة من التعديلات المثيرة للإعجاب على سيّارة 2010، ضمّت هذه التغييرات هيكلاً خارجياً أقوى وأخفّ وزناً طوّرته شركة (TMR) لتحسّن من أداء السيارة بصورة عامّة. احتوت السيّارة على محرّك (بوكسر) بأربع اسطوانات مزوّد بالشاحن التوربينيّ (سكرول) المزدوج الجديد، وبلغت قوّة السيارة 290 حصان.

## سوبارو امبريزا دبليو ار سي - 2008
- السيّارة الجديدة مستوحاة من آخر طرازات (سوبارو إمبريزا) المخصّصة للسيرعلى الطرق، والتي قُدّمت عام 2007. على الرغم من أنها احتوت على ميزات تصميمّة جديدة يالكامل، إلا أنّ (إمبريزا دبليو آر سي 2008) حافظت على محرّكها المثبت أفقيا والمزوّد بشاحن توربينيّ بالإضافة إلى نظام الدفع الكلّي المتماثل للعجلات.

## سوبارو امبريزا دبليو ار سي - 2007
- قصّة نجاح (إمبريزا) تروى على أفضل وجه عندما نستعرض الأرقام التي حقّقتها؛ أحرزت لقب بطولة العالم للراليات 6 مرات، وحقّقت 46 فوزاً صريحاً. طراز (إمبريزا) كان له أكبر الدّور في الارتقاء بعلامة (سوبارو) من كونها علامة مغمورة إلى أن أصبحت أسطورة في عالم سباقات الرالي. كانت هذه السيّارة الأسطوريّة تحتوي على محرّك (بوكسر) بأربع اسطوانات سعة 2000 سم مكعّب يولّد قوّة 300 حصان.

## سوبارو امبريزا 555 - 1993
- بعد طراز (ليغاسي آر إس) والفوز الوحيد الذي حقّقته ، سجّلت (إمبريزا) ظهورها الأوّل في السباقات في رالي (فنلندا) عام 1993. وقرّرت (سوبارو) أن تدعو الطراز الخاصّ بالسّباقات (555) على اسم مموّلهم الرئيسيّ شركة (ستيت إكسبرس 555) التي كانت تصنّع التبغ ومنعت من وضع الإعلانات بموجب القوانين الجديدة للاتحاد الدولي للسيارات. تحت غطاء السيّارة هنالك محرك (ألومنيوم بوكسر) من أربع اسطوانات سعة 2000 سم مكعّب، مزوّد بشاحن توربينيّ ويولّد قوة 300 حصان.

## سوبارو امبريزا wrx 2014-2015
من مميزاتها أنها رباعية الدفع وتتمتع بتكنولوجيا حديثة من الداخل بمحرك 4 سلندر وسعة 2.0 لتر وتتمتع بناقل حركة متميز وشاشات LCD للترفيه من الداخل

## معرض صور

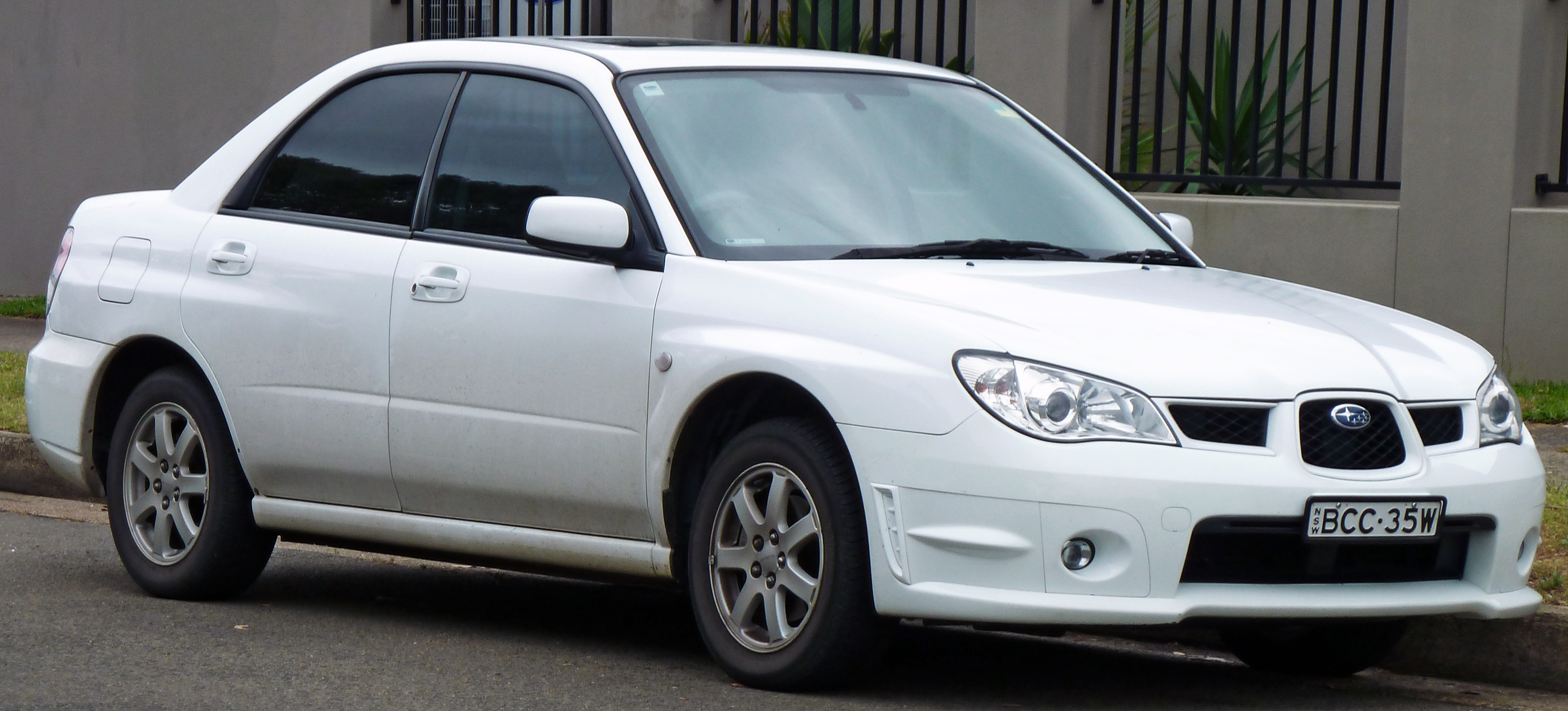
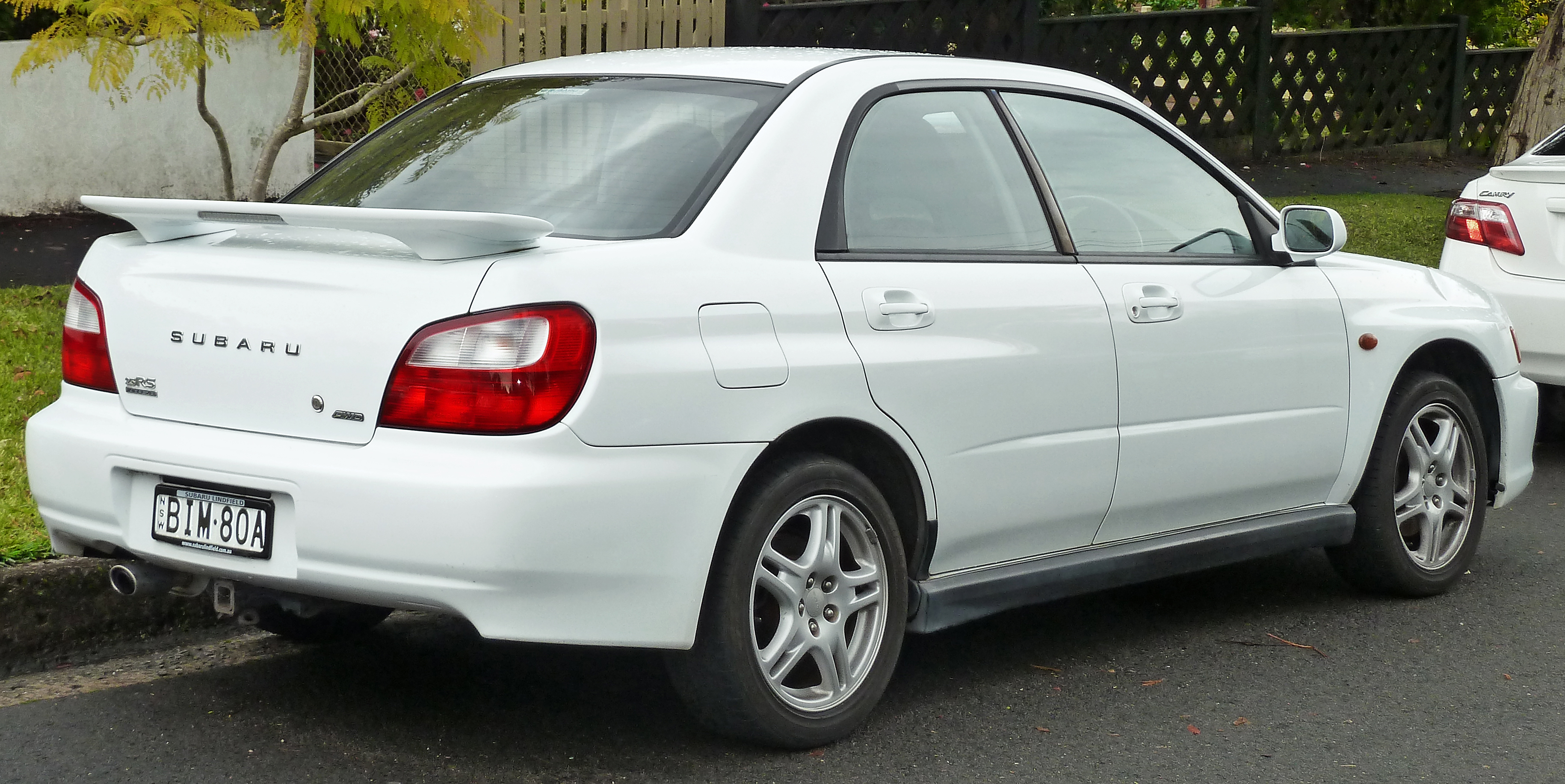
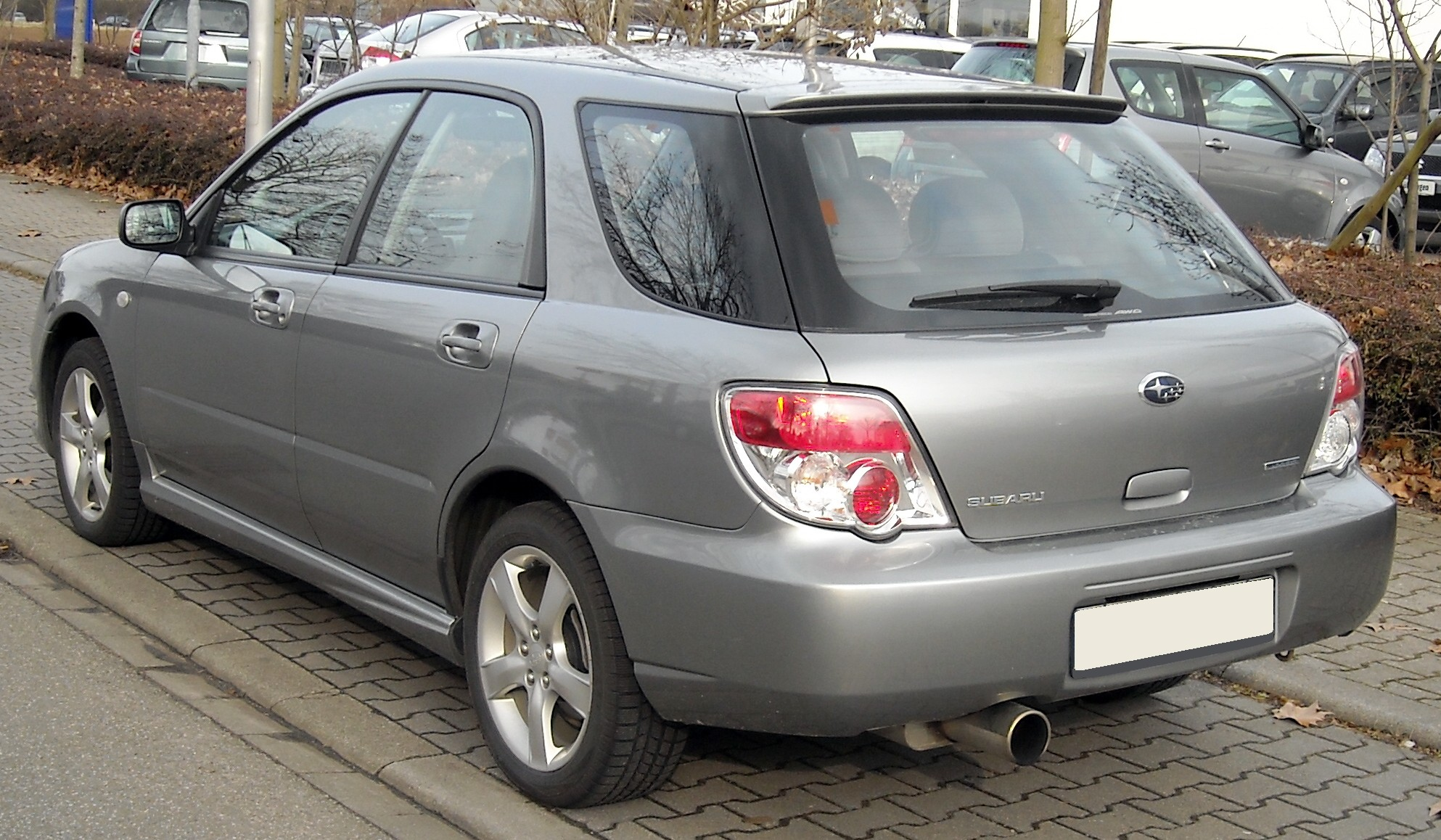
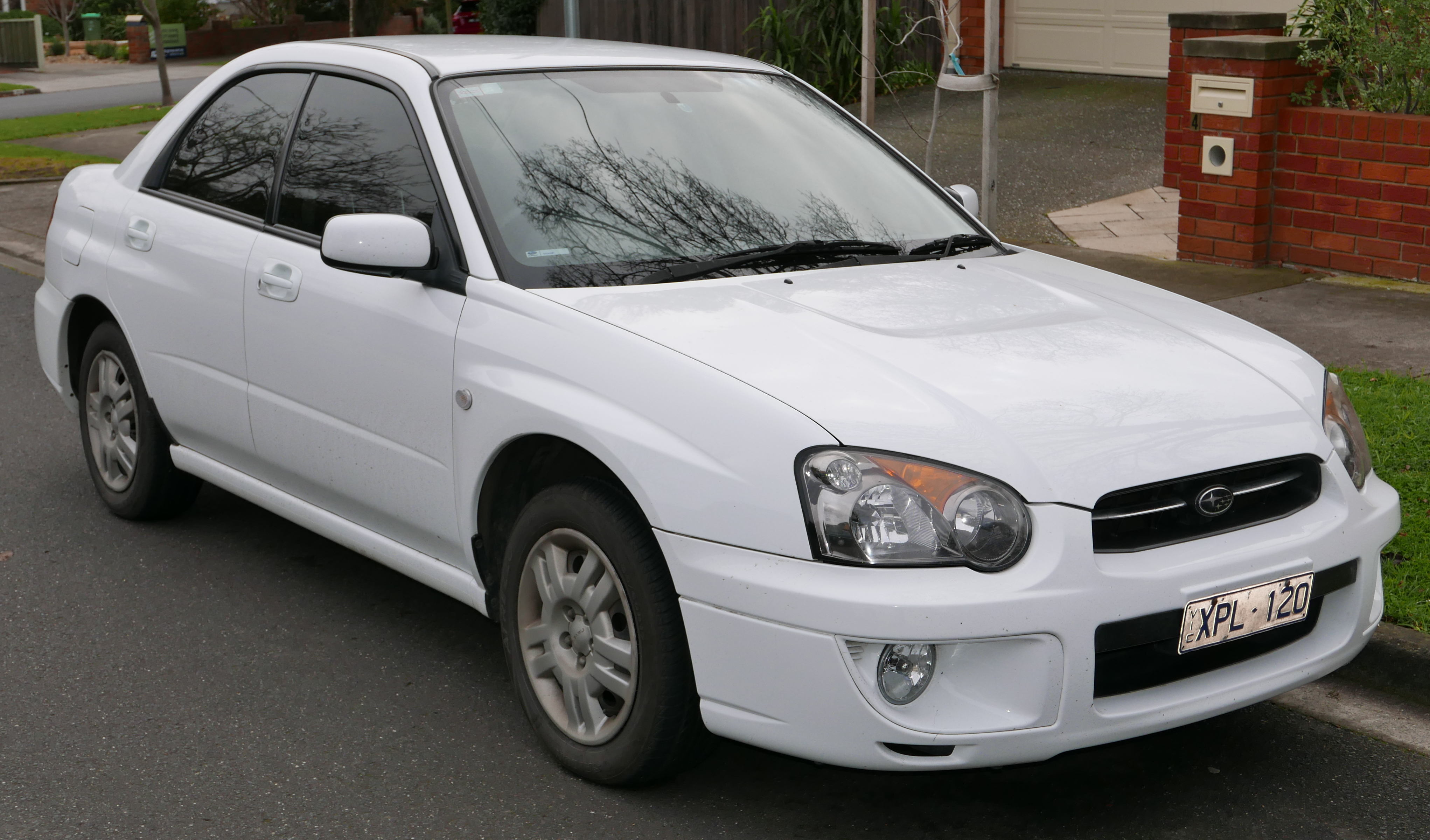

## روابط مفيدة
- الموقع الرسمي لشركة سوبارو
- معلومات عن طراز سوبارو امبريزا دبليو ار اكس سبيك سي
- معلومات عن طراز سوبارو امبريزا دبليو ار سي
- معلومات عن طراز سوبارو امبريزا دبليو ار سي - 2007
- معلومات عن طراز سوبارو امبريزا 555